# The New 52
The New 52 — оновлення і перезапуск коміксів DC Comics всієї лінійки поточних щомісячних супергероїв коміксів, який відбувся у 2011 року. Після завершення сюжетної лінії кросовера Flashpoint, DC закінчило і закрило усі свої існуючі серії та розпочали 52 нові серії у вересні 2011 року з новими першими випусками. Усі серії були перенумеровані, окрім Action Comics і Detective Comics, які зберегли свою первісну нумерацію з 1930-х років.
Перезапуск включав зміни у формат видання; наприклад, того ж дня почали випускатися друковані та цифрові комікси. Нові серії були випущені, щоб довести число поточних щомісячних серій до п'ятдесяти двох. Різні зміни були внесені у вигаданий всесвіт DC, щоб привернути нових читачів, включаючи зміни внутрішньої послідовності DC, щоб зробити персонажів більш сучасними і доступними. Крім того, персонажі з імпринтів Wildstorm і Vertigo були введенні у всесвіту DC.
Бренд The New 52 закінчився після завершення сюжетної лінії «Convergence» у травні 2015 року, хоча послідовність персонажів з The New 52 продовжилася. У червні 2015 року було випущено 24 нових серій, а також 25 відновлених, причому деякі з них отримали нові творчі команди. У лютому 2016 року DC оголосила про свою ініціативу Rebirth, і розпочало її 25 травня 2016 року з ван-шотним 80-сторінковим випуском з однойменною назвою.

## Серії
- Аквамен
- Бетдівчина
- Бетмен
- Бетмен: Темний лицар
- Бетмен і Робін
- Диво-Жінка
- Жінка-Кішка
- Зелений ліхтар
- Зелений Ліхтар: Нові вартові
- Зелена стріла
- Інтернаціональна Ліга Справедливості
- Корпус Зелених Ліхтарів
- Ліга Справедливості
- Найтвінг
- Супердівчина
- Супермен
- Темна Ліга Справедливості
- Флеш
- Червоні ліхтарі
- Action comics
- All-Star Western
- Animal man
- Batwing
- Batwoman
- Birds of Prey
- Blackhawks
- Blue Beetle
- Captain Atom
- DC Universe Presents
- Deathstroke
- Demon Knights
- Detective Comics
- Frankenstein: Agent of Shade
- Fury of Firestorm: The Nuclear Man
- Grifter
- Hawk and Dove
- Vampire
- Legion Lost
- Legion of Super-Heroes
- Men of War
- Mister Terrific
- OMAC
- Red Hood and the Outlaws
- Resurrection Man
- Savage Hawkman
- Static Shock
- Stormwatch
- Загін Самогубців
- Superboy
- Swamp Thing
- Teen Titans
- Voodoo

## Інші медіа
- У відеогрі Batman: Arkham Origins доступні костюми: перший оснований на новому дизайні Бетмена з основної серії The New 52 (а також металевий варіанті), і другий на дизайні костюма Бетмена з Землі 2 у The New 52.
- У відеогрі Injustice: Gods Among Us три альтернативні костюми, засновані на The New 52 дизайнах Бетмена, Супермена та Диво-жінки, доступні в колекційному виданні гри.

## Дивитися також
- «Flashpoint», сюжетна лінія, яка веде прямо до The New 52.
- DC Rebirth, друга ініціатива, яка слідує за The New 52.
- «DC Implosion», подія 1978 року, в якій DC скасував або переосмислило багато своїх серій, хоча і не перезавантажила вигаданий всесвіт.
- «Crisis on Infinite Earths», аналогічна сюжетна лінія 1985 року, використовувана для спрощення і перезавантаження концепцій у всесвіті DC.
- «Infinite Crisis», серія 2005—2006 років, продовження сюжетної лінії Crisis on Infinite Earths.